# Ahmed Kamal
Ahmed Kamal (El Cairo, 29 de julio de 1851, – 5 de agosto de 1923), en árabe: أحمد كمال y también conocido como Ahmed Kamal Pachá, fue el primer egiptólogo egipcio, el pionero en su país.Era un arqueólogo 

## Trayectoria
Era hijo de un alto funcionario del gobierno, Hasan ibn Ahmed al-Misri, y fue educado en las madrazas de Mubtadayan, y Tajhiziyya y luego en colegios europeos, donde aprendió francés y alemán. En 1879 el egiptólogo alemán Heinrich Brugsch fundó en El Cairo una escuela de Egiptología, y Ahmed Kamal ingresó en ella. 
Intentó entrar en el Consejo de Antigüedades Egipcias, pero Auguste Mariette, su director, no aceptaba egipcios en su seno, y se dedicó a ejercer de traductor y como profesor de alemán hasta que Mustafa Riyad Pachá, primer ministro egipcio, convenció en 1880 a Mariette para que le admitiese en el consejo como intérprete. Ese mismo año participó en el traslado de los fondos del Museo desde el de Bulaq, inutilizado por una inundación, al palacio de Ismail Pachá en Guiza, donde deberían permanecer hasta la construcción del nuevo Museo Egipcio de El Cairo. 
También en 1880 tuvo la oportunidad de acompañar al conservador del museo, Emil Brugsch, a la necrópolis tebana, donde se había encontrado la TT320. Desde 1881 hasta 1885 dirigió una escuela de egiptología dependiente del Museo Egipcio, en donde enseñaba escritura jeroglífica, francés e Historia. 
Los sucesivos directores del Consejo de Antigüedades Egipcias mantuvieron la política de impedir el acceso de egipcios a cargos de importancia, hasta que en 1913 fue nombrado conservador del museo. Antes, Gaston Maspero le había encomendado algunas tareas, y se había ocupado del traslado de los fondos del Museo desde Guiza hasta la nueva sede en la plaza Tahrir así como de labores de inspección en las excavaciones.

### Excavaciones
A lo largo de su vida tomó parte en varias excavaciones, sobre las que escribió:
- Qus en 1898,
- Deir el-Bersha y el-Hibeh en varias ocasiones entre 1900 y 1909,
- Tell-Faraun, Siut y Arab el-Borg en 1901,
- Matariah y Kafr Abu-Shahaba en 1902,
- Acoris en 1903,
- Tell el-Waga y Atfih en 1906,
- Tell-Gamhud, Tell el-Ashâar, Baltim, Tell-Basta y Guiza en 1907,
- Sheijah Zobeida y Heliópolis en 1909,
- Ganadlah, Mangabad y Deir Rifa en 1910,
- Dara y Quseir el-Amarna en 1911,
- Mangabad, Deir el-Gebrawy, Mair, el-Ajsas y el Valle de Hamid en 1912,
- el-Atamneh, Sherifeh, Titalieh, Mair, Deir-Dronka y Asiut en 1913.

## Obras
- Numerosos artículos en ASAE, sobre distintos descubrimientos arqueológicos,
- Guías arqueológicas en árabe, en 1892-1893 y 1903,
- Gran Diccionario egipcio-arábigo que nunca se ha publicado.
- Stèles ptolémaiques et romaines, en dos volúmenes 1904–1905.
- Tables d'offrandes, en dos volúmenes 1906, 1909.

Además, investigó las relaciones entre la lengua árabe y las semitas, y creó la Escuela de Egiptología dentro de la Escuela Superior de Maestros de El Cairo, muchos de cuyos alumnos fueron posteriormente inspectores del Servicio de Antigüedades.